# Wasilij Borisow
Wasilij Fiodorowicz Borisow (ros. Василий Фёдорович Борисов; ur. 12 grudnia 1922 w Majakach, zm. 21 sierpnia 2003 w 
Moskwie) – radziecki strzelec sportowy. Trzykrotny medalista olimpijski.
Specjalizował się w strzelaniu z karabinu małokalibrowego i dowolnego. Brał udział w dwóch igrzyskach (IO 56, IO 60), na obu zdobywał medale. W 1956 triumfował na dystansie 300 metrów w konkurencji trzy postawy i był drugi na dystansie 50 metrów w pozycji leżącej. Cztery lata później zajął trzecie miejsce w pierwszej z tych konkurencji. Stawał na podium mistrzostw świata (m.in. 12 złotych medali w latach 1954-1962). Był również wielokrotnym mistrzem Europy i ZSRR.